# Orlando Patterson
Orlando Patterson, född 5 juni 1940, är en jamaicafödd amerikansk sociolog och ekonomikritiker, känd för sitt arbete gällande frågor om rasifiering i USA, såväl som utvecklingssociologi. Patterson är professor vid Harvard University. Hans bok Freedom, Volume One eller Freedom in the Making of Western Culture (1991) vann den amerikanska utmärkelsen National Book Award for Nonfiction.

## Kritik av nationalekonomi
Patterson har kritiserat nationalekonomi, som han anser är pseudovetenskap.